# رصدخانه پیر اوجر

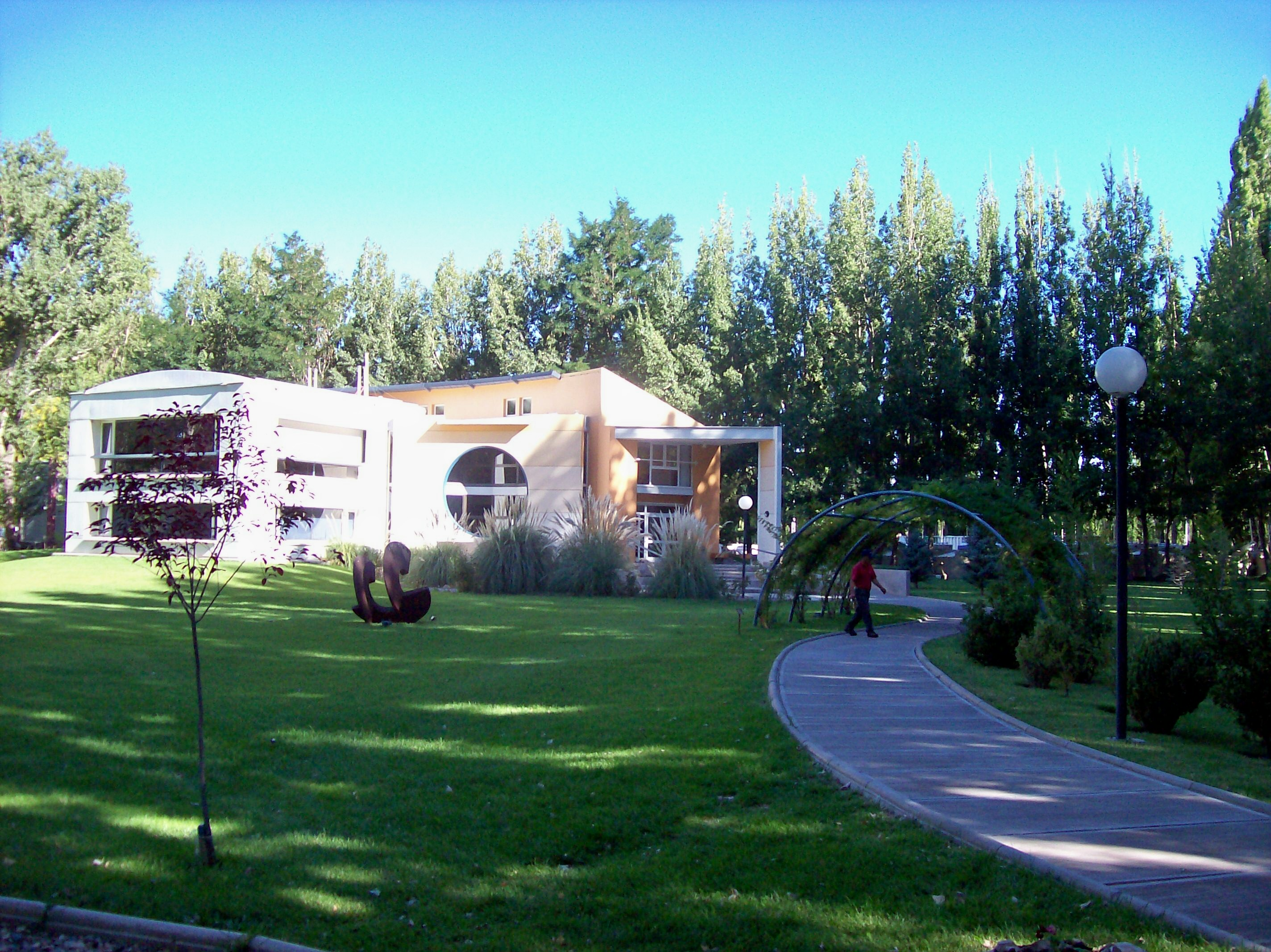
رصدخانه

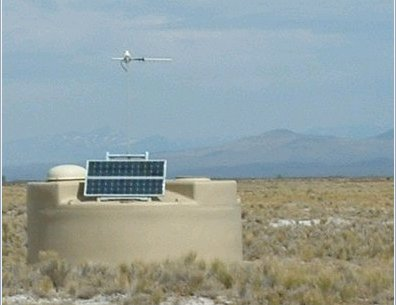
یک تانک آب خالص رصدخانه

رصدخانه پیر اوجر(به انگلیسی: Pierre Auger Observatory) یک رصدخانه بین‌المللی پرتو کیهانی است که برای آشکارسازی پرتوهای کیهانی بسیار پرانرزی به کار می‌ورد که اندازه انرژی آن از 1020 eV فراتر رود.به علت آنکه احتمال برخورد این پرتوها با زمین (تعداد بر واحد زمان در واحد سطح) بسیار کم است.این رصدخانه مساحتی به اندازه استان رودآیلند را برای ضبط پرتوهای کیهانی قرار داده‌است.این رصدخانه در استان مندوسا، آرژانتین است.
نام این رصدخانه از فیزیک‌دان فرانسوی پیر ویکتور اوجر گرفته شده‌است. برای ساختن این بنا پنجاه میلیون دلار هزینه صرف شد و اکنون دویست فیزیک‌دان از پنجاه و پنج کشور در بررسی آن همکاری می‌کنند.